# Nemesia pinnata
Nemesia pinnata är en flenörtsväxtart som först beskrevs av Carl von Linné d.y., och fick sitt nu gällande namn av Ernst Meyer och George Bentham. Nemesia pinnata ingår i släktet nemesior, och familjen flenörtsväxter. Inga underarter finns listade i Catalogue of Life.